# Blejoi
Blejoi – wieś w Rumunii, w okręgu Prahova, w gminie Blejoi. W 2011 roku liczyła 3638 mieszkańców.